# Quercus tardifolia
El Quercus tardifolia és una espècie de roure que pertany a la família de les fagàcies i està dins de la secció dels roures vermells del gènere Quercus.

## Descripció
El Quercus tardifolia és un arbust o petit arbre perennifoli, erecte, amb ramificacions curtes i gruixudes. L'escorça és grisa, dura, esquerdada. Les branques són primes, de color marró fosc, densament pubescent en un primer moment, arribant a ser sense pèl. Les gemmes terminals són de color marró, ovoides, de 3 a 5 mm de llarg, amb escates ciliades. Les fulles fan 5-10 per 2-7 cm, sempre verdes, oboval, planes. L'àpex agut, base arrodonida o cordiforme, marge amb 3-4 lòbuls dentats superficials. Les fulles són de color verd opac, sense pèls, aspres per sobre i densament tomentoses per sota, especialment en les venes prominents. Els pecíols fan entre 1 a 2 cm de llarg, de vegades pubescents. Les glans subsèssils, alhora i maduren al cap de 2 anys. La cúpula amb escales adpreso, glabrescents.

## Distribució
El Quercus tardifolia és endèmic dels Estats Units a Texas (Muntanyes Chisos) i a Mèxic a l'estat de Coahuila. Creix en una àrea molt restringida als 2000 m.

## Taxonomia
Quercus tardifolia va ser descrita per Luz María González Villarreal i publicat a Bulletin of the Torrey Botanical Club 63(3): 154–155. 1936.
Etimologia
Quercus: nom genèric del llatí que designava igualment al roure i a l'alzina.
tardifolia: epítet llatí que significa "amb fulles tardanes".

## Miscel·lània
- Molt rar, pot ser un híbrid entre el Q. gravesii i Q. hypoxantha.